# 플람스 정부
플람스 정부(네덜란드어: Vlaamse Regering 플람세 레헤링[*])은 플란데런어 공동체와 플란데런 지역의 행정부다. 그 수장은 총리다.
플람스 정부는 플람스 의회에서 선택한 11명의 각료로 구성되며, 각료 중 한 명 이상은 브뤼셀 출신이어야 한다. 1993년 이전까지는 플람스 집행부(네덜란드어: Vlaamse Executieve)라고 했다.

## 같이 보기
- 플란데런
- 플람스어 공동체위원단